# Felix Leitner
Felix Leitner (Hall in Tirol, 31 de diciembre de 1996) es un deportista austríaco que compite en biatlón. Ganó una medalla de oro en el Campeonato Europeo de Biatlón de 2018, en la prueba de 20 km individual.

## Palmarés internacional
| Campeonato Europeo | Campeonato Europeo   | Campeonato Europeo | Campeonato Europeo |
| Año                | Lugar                | Medalla            | Prueba             |
| ------------------ | -------------------- | ------------------ | ------------------ |
| 2018               | Val Ridanna (Italia) | Medalla de oro     | Individual         |